# Frank Ambrose McClintock
Frank Ambrose McClintock (Saint Paul (Minnesota), 2 de janeiro de 1921 — Needham (Massachusetts), 20 de fevereiro de 2011) foi um engenheiro mecânico estadunidense.
Especialista em ciência dos materiais, foi pioneiro no estudo da fratura dúctil. McClintock foi professor emérito do Departamento de Engenharia Mecânica do Instituto de Tecnologia de Massachusetts.
Em 1966 publicou o livro, em coautoria com Ali S. Argon, Mechanical Behavior of Materials.
"Suas contribuições revolucionaram o entendimento do processo de fratura na prática da engenharia, introduzindo ênfase na perspectiva física e mecanicista dos aspectos de plasticidade da fratura dúctil e propagação de trincas por fadiga".

## Obras
- com Ali S. Argon: Mechanical Behaviour of Materials, Addison-Wesley 1966